# Kolubara (Fluss)
Die Kolubara ist ein Fluss in Serbien. 
Sie entsteht in der Stadt Valjevo durch den Zusammenfluss der zwei kleineren Flüsse Obnica und Jablanica. Die Kolubara mündet ihrerseits nach ca. 100 km in die Save.
Die Kolubara ist Namensgeberin des serbischen Bezirks Kolubara sowie des Bergbauunternehmens Rudarski Basen Kolubara, dessen Braunkohletagebaue sich über mehrere Kilometer entlang des Mittellaufs des Flusses befinden.